# Dipsas
Dipsas är ett släkte av ormar som ingår i familjen snokar. Släktet tillhör underfamiljen Dipsadinae som ibland listas som familj.
Vuxna exemplar är med en längd större än 150 cm stora och smala ormar. De förekommer från Mexiko till Brasilien. Individerna lever främst i regnskogar där de klättrar på träd. För att äta födan som utgörs av snäckor har de käkar som är mer kantiga istället för avrundade. Släktets medlemmar har kroppar som är avplattade från sidan för en bättre klättringsförmåga. Några ingående arter har en påfallande färgteckning. Honor lägger ägg.

## Dottertaxa tillDipsas, i alfabetisk ordning[1]
- Dipsas albifrons
- Dipsas alternans
- Dipsas andiana
- Dipsas articulata
- Dipsas bicolor
- Dipsas boettgeri
- Dipsas brevifacies
- Dipsas catesbyi
- Dipsas chaparensis
- Dipsas gaigeae
- Dipsas gracilis
- Dipsas incerta
- Dipsas indica
- Dipsas infrenalis
- Dipsas latifasciata
- Dipsas latifrontalis
- Dipsas maxillaris
- Dipsas neivai
- Dipsas nicholsi
- Dipsas oreas
- Dipsas pakaraima
- Dipsas pavonina
- Dipsas perijanensis
- Dipsas peruana
- Dipsas polylepis
- Dipsas pratti
- Dipsas sanctijoannis
- Dipsas schunkii
- Dipsas temporalis
- Dipsas tenuissima
- Dipsas variegata
- Dipsas vermiculata
- Dipsas viguieri